# Bonnotte

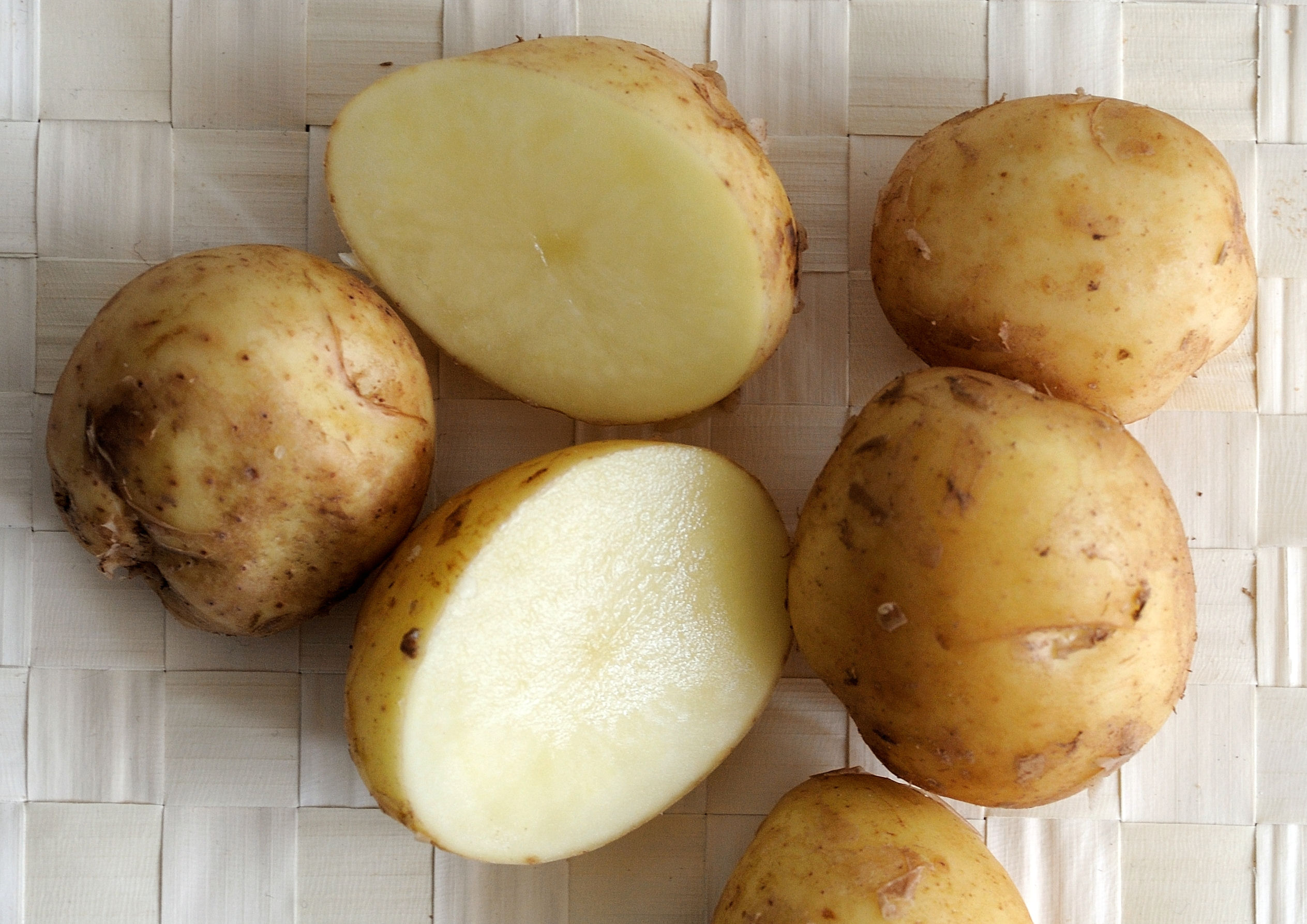
Kartoffeln der Sorte Bonnotte

Bonnotte (etwa die kleine Gute) ist eine französische Kartoffelsorte, die vor allem auf der Insel Noirmoutier angebaut wird. Die Insel zeichnet sich durch ihre direkte Lage im Atlantik südlich der Loire-Mündung und das damit durch den Golfstrom geprägte Klima aus.
Diese Frühkartoffeln werden nur kurze Zeit nach dem 1. Freitag im Mai angeboten, die jährliche Produktion beträgt nur rund 100 Tonnen. Die Kartoffelfelder werden mit Tang gedüngt – eine der Besonderheiten dieser exklusiven und hochpreisigen Kartoffelsorte. Diese Düngung verleiht ihr einen Geschmack nach Meer und eine gewisse Süße. Die Kartoffel ist vorwiegend festkochend, hat eine gelbe Schale und gelbes Fleisch.
Eingeführt wurde die Sorte auf der Insel zwischen den Weltkriegen, die Anbaumenge ging jedoch im Zuge der Mechanisierung wieder zurück, da sie wegen ihrer geringen Größe und ihrer Zerbrechlichkeit nur per Hand geerntet werden kann. Letzteres ist auch Mitursache für den hohen Preis in der Gegenwart.